# 過海隧道巴士681P線
過海隧道巴士681P線是香港一條來往馬鞍山耀安巴士總站與上環的過海隧道巴士路線，其前身過海隧道巴士303線在1991年8月5日投入服務。路線取道大老山隧道與東區海底隧道，由九龍巴士（一九三三）有限公司與城巴有限公司聯營，全程收費為港幣$24.4。681P線設特別班次過海隧道巴士981P線，取道青沙公路與西區海底隧道，去程由馬鞍山耀安巴士總站開往灣仔，回程由金鐘（東）巴士總站開往馬鞍山耀安巴士總站。

## 歷史
1991年8月5日，由九龍巴士與中華汽車聯營的過海隧道巴士303線投入服務，當時的路線為由耀安單向開往中環，途經沙田第一城，1992年5月18日起延長至上環，並在1994年3月14日起不再繞經沙田第一城，在離開亞公角街後直接駛上大老山公路。中華汽車的專營權於1998年9月1日不獲延續，運輸署勒令於當天停止303線的服務，最終九龍巴士與城巴聯合開辦路線相同的過海隧道巴士681P線，於當日開始取代303線的服務。
2000年10月23日起，681P線繞經恆康街與西沙路，並於恆康街、西沙路近頌安邨與錦鞍苑增設分站。2001年，681P線先於4月2日將其班次改為於07:25、07:40、07:50、08:05開出，後於6月26日增加班次至6班，而服務時間亦改為07:15－08:05之間每10分鐘一班。2002年6月17日起，681P線增設4班平日下午回程服務，使之成為雙向路線，服務時間為17:30－18:30之間每20分鐘一班。2003年11月10日，為配合馬鞍山屋苑海典灣入伙，681P線由耀安開出的班次改經保泰街，並於保泰街海典灣對面增設中途站。運輸署曾於2004年馬鞍山鐵路通車前建議681P線永久停駛，惟因引起馬鞍山居民不滿而作罷。2012年9月24日，681P線來回程繞經欣安邨，星期一至五開出的去程班次亦增至9班。2013年6月22日，681P線星期六開出的回程班次削減至2班，只於17:30與17:50開出。
2014年雨傘革命期間，夏慤道與怡和街因被佔領而引致交通擠塞，運輸署與過海隧道巴士680X線的營運商（九龍巴士與新世界第一巴士）將680X線改經青沙公路與西區海底隧道，並因改道後行車時間大幅縮減而獲乘客歡迎。運輸署遂於《2016－2017年度巴士路線計劃》提議將680X線的改道版本以“980X”的編號正式投入服務，而681P線亦獲建議參考980X線的走線，開設來往耀安與金鐘（東）、途經西區海底隧道的特別班次過海隧道巴士981P線，以節省行車時間。981P線於2017年2月20日與980X線一同開辦，去程總站延長至灣仔，惟681P線與981P線在《路線表令》中被視為兩條獨立路線，彼此互不隸屬，亦同非任何其他巴士路線的特別班次。981P線於開辦後逢星期一至五每方向各開兩班，681P線逢星期一至五開出的去程班次亦削減至7班。
981P線開辦後，於開辦當年先於3月6日增加去程班次至4班，後於7月17日再分別增加去程與回程班次至6班與4班。同年9月23日，681P線與981P線因應營運商的“過海後分段收費試驗計劃”而新增由富安花園往耀安的單向分段收費。2018年，981P線先後於1月2日與2月26日分別增加去程與回程班次至8班與6班，而681P線的星期一至五去程班次於1月2日亦削減至5班。同年5月28日，681P線與981P線的城巴班次增設實時抵站時間查詢服務。同年11月5日，981P線再增加去程班次至10班。2019年9月23日，981P線增加回程班次至8班，而681P線則削減星期一至五回程班次至2班。
2022年7月25日，681P線星期一至五由耀安開出之班次減至3班，星期六由耀安開出之班次減至4班，並取消星期六下午繁忙時間由上環開出之回程班次；而981P線上午繁忙時段班次減至8班車，下午繁忙時段班次減至6班車。隨著五天工作周日漸普及，導致681P線在星期六的乘客量一直處於偏低水平，運輸署於《2024－2025年度巴士路線計劃》中建議681P線取消星期六所有服務，並於2024年11月2日起實施。

## 服務時間及班次
681P線逢星期一至五（公眾假期除外）提供服務，其中耀安開的班次（去程）逢星期一至五開3班，而上環開的班次（回程）則逢星期一至五開2班，列表如下：
| 方向            | 服務時間 （星期一至五） |
| --------------- | ----------------------- |
| 耀安開 （去程） | 07:00、07:30、08:00     |
| 上環開 （回程） | 17:45、18:15            |

981P線逢星期一至五（公眾假期除外）提供服務，其中耀安開的班次開8班，而金鐘（東）開的班次（回程）則開6班，列表如下：
| 方向                  | 服務時間 （星期一至五） | 班次 （分鐘） |
| --------------------- | ----------------------- | ------------- |
| 耀安開 （去程）       | 07:04－08:20            | 10－12        |
| 金鐘（東）開 （回程） | 17:41                   | 17:41         |
| 金鐘（東）開 （回程） | 17:55－18:55            | 15            |

## 收費
681P線與981P線全程收費均為$24.4，均設12歲以下小童及65歲或以上長者半價優惠。60歲－64歲香港居民、65歲或以上長者與合資格殘疾人士如以指定八達通繳付681P線與981P線的車資，均可享有長者及合資格殘疾人士公共交通票價優惠計劃提供的$2票價優惠。乘客登車時需以現金或八達通卡繳付車資，不設找贖；而每位成人乘客可免費帶同最多兩名四歲以下而且不佔座位的兒童乘車。而乘客亦可使用指定電子支付工具繳付車資；當中九龍巴士班次的乘客使用上述付款方式，只可享有與其他九龍巴士路線／聯營路線九龍巴士班次之轉乘優惠；城巴班次的乘客使用上述付款方式，則只可享有與其他城巴獨營路線或聯營線城巴班次之轉乘優惠，而乘客亦不能受惠於「公共交通費用補貼計劃」及「長者及合資格殘疾人士乘車優惠計劃」。
681P線沿途單向分段收費如下：
| 上車地點＼落車地點 | 上環   | 耀安   |
| ------------------ | ------ | ------ |
| 大老山隧道         | $20.8  | $7.7   |
| 過大老山隧道後     | 不適用 | $7.7   |
| 東區海底隧道       | $12.9  | $12.9  |
| 過東區海底隧道後   | $7.7   | 不適用 |
| 富安花園起         | 不適用 | $6.8   |

981P線沿途單向分段收費如下：
| 上車地點＼落車地點 | 灣仔   | 耀安   |
| ------------------ | ------ | ------ |
| 西區海底隧道       | $12.9  | $20.1  |
| 過西區海底隧道後   | $7.7   | 不適用 |
| 過青沙公路後       | 不適用 | $7.7   |
| 富安花園起         | 不適用 | $6.8   |

### 轉乘優惠
681P線與所有停靠東區海底隧道收費廣場的東區海底隧道日間常規過海隧道巴士路線設$5的雙向轉乘優惠（即由其他路線轉乘681P線或由681P線轉乘其他路線均可享有該優惠），轉乘地點位於東區海底隧道收費廣場。該優惠只適用於使用八達通或開出相關班次的營辦商接受的電子支付工具的乘客。
981P線與所有停靠西區海底隧道收費廣場的西區海底隧道日間常規過海隧道巴士路線（不含北大嶼山巴士路線）設$5的雙向轉乘優惠（即由其他路線轉乘981P線或由981P線轉乘其他路線均可享有該優惠），轉乘地點位於西區海底隧道收費廣場。該優惠只適用於使用八達通或開出相關班次的營辦商接受的電子支付工具的乘客。

## 走線、停站及客量
681P線由耀安開出的班次經耀安邨通道、恆康街、西沙路、恆輝街、寧泰路、保泰街、寧泰路、恆泰路、恆信街、富安花園巴士總站、恆信街、亞公角街、石門交匯處、大老山公路、大老山隧道、觀塘繞道、鯉魚門道、東區海底隧道、東區走廊、維園道、告士打道、夏愨道、紅棉路、金鐘道與德輔道中前往上環，由上環開出的班次經德輔道中、金鐘道、軒尼詩道、怡和街、高士威道、興發街、東區走廊、東區海底隧道、鯉魚門道、觀塘繞道、大老山隧道、大老山公路、石門交匯處、亞公角街、恆信街、恆泰路、寧泰路、恆輝街、西沙路、恆康街與耀安邨通道前往耀安，具體停站請參考資訊框。681P線往上環方向全程行車里數約為30.1公里，往烏溪沙站方向全程行車里數約為30.9公里，全程行車時間約為63分鐘。
2016年2月，運輸署在《2016－2017年度巴士路線計劃》稱681P線去程與回程班次的最高載客率分別為75%與48%。
981P線由耀安開出的班次經耀安邨通道、恆康街、西沙路、恆輝街、恆耀街、恆泰路、恆輝街、寧泰路、保泰街、寧泰路、恆泰路、恆信街、富安花園巴士總站、恆信街、亞公角街、石門交匯處、大老山公路、沙瀝公路、沙田路、獅子山隧道公路、紅梅谷路、車公廟路、青沙公路、荔寶路、連翔道、西九龍公路、西區海底隧道、干諾道西、干諾道中、林士街、德輔道中、遮打道、美利道、金鐘道與軒尼詩道前往灣仔，由金鐘（東）開出的班次經樂禮街、德立街、添馬街、夏慤道、紅棉路支路、琳寶徑、遮打道、昃臣道、干諾道中、干諾道西、西區海底隧道、西九龍公路、連翔道、荔寶路、青沙公路、車公廟路、紅梅谷路、獅子山隧道公路、沙田路、沙瀝公路、大老山公路、石門交匯處、亞公角街、恆信街、恆泰路、寧泰路、恆輝街、恆耀街、恆泰路、恆輝街、西沙路、恆康街與耀安邨通道前往耀安，具體停站請參考資訊框。981P線往灣仔方向全程行車里數約為29.6公里，往耀安方向全程行車里數約為28.5公里，全程行車時間約為65分鐘。
2021年2月，運輸署在《2021－2022年度巴士路線計劃》稱981P線回程班次的最高載客率為55%。